# Dobré ráno blues band
Dobré ráno blues band je česko-americké trio, hrající akustické blues, které má své kořeny v povodí řeky Mississippi. Na hudební scéně působí od roku 2012. 
V letech 2012–2015 kapela spolupracovala s předním evropským hráčem na foukací harmoniku Matějem Ptaszkem. V současné době sestavu tvoří zpěvák a hráč na foukací harmoniku Brynn Stephens z Kalifornie, hráč na 12strunnou akustickou kytaru Vít Kopecký a bubeník a valchysta Vladislav Sosna.
Dobré ráno blues band koncertuje pravidelně po klubech a festivalech napříč Evropou a za dobu své existence má odehráno přes 800 koncertů. V minulosti kapela např. absolvovala turné s americkým kytaristou Alexem Schultzem a kapelou Crazy Hambones. 
Kapela spolupracuje s vydavatelstvím Galén, pro které nahrála tři alba (Live, Bluesgrass, Blues before breakfast), která byla přijata odbornou kritikou i širokou veřejností.